# Meru nationalpark
För andra betydelser, se Meru (olika betydelser).
Meru nationalpark är en nationalpark i Kenya. Den ligger öster om staden Meru, 350 km från Nairobi. Meru National Park ligger 537 meter över havet. Det är en relativ okänd park i Kenya och täcker 870 km². Parken är täckt av högt gräs och träsk på grund av stor nederbörd, och detta gör det svårare att se vilda rovdjur. Större djur återfinns i parken, så som elefant, noshörning, lejon, leopard och antiloper.
Sedan 12 februari 2010 är nationalparken uppsatt på Kenyas tentativa världsarvslista tillsammans med Kora nationalpark och Bisandi nationalreservat under det gemensamma namnet Meru naturvårdsområde.